# J. Geils

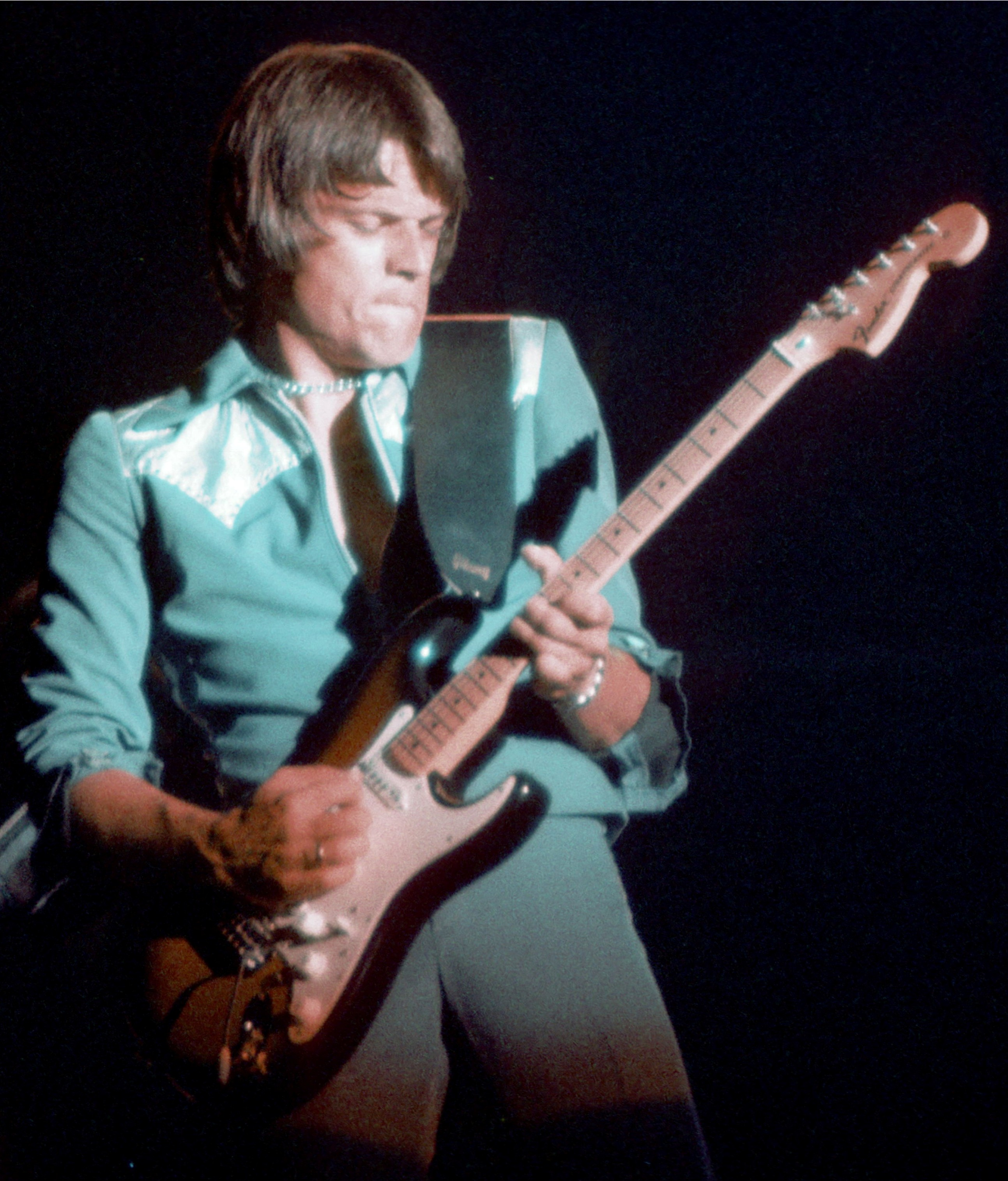
J. Geils (undatiert)

John Warren Geils Jr., besser bekannt als J. Geils, (* 20. Februar 1946 in New York City, New York; † 11. April 2017 in Groton, Massachusetts) war ein US-amerikanischer Musiker. Er wurde als Gitarrist und Gründer der J. Geils Band bekannt.

## Leben
Der in New York geborene Geils wuchs in Morris Plains auf.
1967 gründete J. Geils das Bluestrio J. Geils Band, das in der Originalbesetzung aus ihm selbst (Gesang, Gitarre), Danny Klein (Dr. Funk) (Bass) und Magic Dick (Richard Salwitz) (Mundharmonika) bestand. Ein paar Jahre später kamen Peter Wolf (Gesang), Seth Justman (Keyboard) und Stephen Jo Bladd (Schlagzeug) dazu und sie entwickelten sich zu einer Rockband. 1985 löste sich die Band auf.
1992 bildete er mit Magic Dick das Duo Bluestime und veröffentlichte die Alben Bluestime und Little Car Blues.  1999 ließ er sich nach 28 Jahren von seiner Frau scheiden. 1999 gab es eine Wiedervereinigung der Band für eine gemeinsame Tour, 2006 die offizielle Wiedervereinigung und einige gemeinsame Auftritte. 2012 trennte er sich endgültig von der Band.